# Іван Павлов. Пошуки істини
«Іван Павлов. Пошуки істини» — п'ятисерійний телефільм 1984 року виробництва Лентелефільм, що оповідає про життя російського вченого, фізіолога, нобелівського лауреата Івана Павлова. Кінематографічна картина відображає життя від юного віку, студентських років і до становлення особистості як вченого в Російській імперії, далі вона демонструє тяготи під час заворушень і революцій і завершується останніми роками життя Івана Петровича.

## Сюжет
1-а серія «Народився я в Рязані». Іван Петрович Павлов народився 14 вересня 1849 року в Рязані в родині священика. Одного разу він тяжко захворів, і батьки відправили його лікуватися в монастир. Початкову освіту майбутній вчений отримав в церковно-приходській школі.
2-а серія «Не вирішене питання». Іван Павлов пішов по стопах батька-священика. Він вступив до духовної семінарії, після закінчення якої мріяв побудувати школу для селянських дітей, але в 1870 році вирішив піти з семінарії. Після довгих роздумів батько благословив сина на навчання в університеті.
3-тя серія «Реалісти». У 1870 році Іван Павлов став студентом факультету хімії та фізіології Санкт-Петербурзького університету. Він не поділяв революційних переконань своїх однолітків, які підтримували ідеї терору, оскільки вірив, що щастя в Росії не можна побудувати на крові, а лише на розумній праці кожного. У 1881 році Іван Павлов познайомився з Серафимою, своєю майбутньою дружиною.
4-а серія «Пан Факт». У 1890 році Іван Павлов став професором Імператорської медичної академії, де працював до 1924 року. В Інституті експериментальної медицини Павлов поклав початок дослідженням залоз внутрішньої секреції. Ці дослідження зайняли у вченого понад десять років. На ці роки припав розквіт його наукового обдарування.
5-а серія «Ecce Homo. Людина». Організація для вченого біологічної станції в Колтушах під Ленінградом. У цьому місці він і його учні продовжили проводити досліди. У 1935 році Іван Павлов виступив на XV Міжнародному конгресі фізіологів, де був визнаний старійшиною фізіологів світу.

## У ролях
- Рим Аюпов — Іван Павлов в зрілому віці («Народився я в Рязані» 1-а серія, «Пан Факт» 4-а серія, «Ecce Homo. Людина» 5-а серія)
- Василь Міщенко — Іван Павлов в молодості («Реалісти» 3-тя серія)
- Дмитро Воронець — Іван Павлов, семінарист, в юності («Народився я в Рязані» 1-а серія, «Невирішене питання» 2-а серія)
- Олег Ладигін — Іван Павлов в дитинстві («Народився я в Рязані» 1-а серія, «Невирішене питання» 2-а серія)
- Тамара Дегтярьова — Варвара, матір («Народився я в Рязані» 1-а серія, «Невирішене питання» 2-а серія)
- Віктор Степанов — Петро Дмитрович Павлов, батько («Народився я в Рязані» 1-а серія, «Невирішене питання» 2-а серія)
- Віктор Гоголєв — дядько / ігумен (роль ігумена озвучив Ігор Єфімов), («Народився я в Рязані» 1-а серія)
- Зінаїда Славіна — тітка Івана Павлова («Народився я в Рязані» 1-а серія, «Невирішене питання» 2-а серія)
- Ігор Іванов — Павло Олексійович, учитель арифметики («Народився я в Рязані» 1-а серія, «Невирішене питання» 2-а серія)
- Ігор Лєпіхін — Дмитро Павлов в молодості («Реалісти» 3-тя серія)
- Річард Богуцький — Дмитро Петрович Павлов («Народився я в Рязані» 1-а серія, «Пан Факт» 4-а серія)
- Володимир Осипчук — Олексій Федоров («Невирішене питання» 2-а серія)
- Павло Романов — Сергій Петрович Боткін («Реалісти» 3-тя серія)
- Анатолій Рудаков — Сава, чернець («Народився я в Рязані» 1-а серія)
- Н. Богданова — Серафима Василівна Павлова-Карчевська («Народився я в Рязані» 1-а серія, «Пан Факт» 4-а серія)
- Марія Гундарєва — Серафима Василівна Павлова-Карчевська в старості («Ecce Homo. Людина» 5-а серія)
- Наталія Соколова — Серафима (Сара) Карчевська в молодості («Реалісти» 3-тя серія)
- Є. Мітіна — Кія («Реалісти» 3-тя серія)
- Бруно Фрейндліх — Іван Тургенєв («Реалісти» 3-тя серія)
- Олег Власов — Федір Михайлович Достоєвський («Реалісти» 3-тя серія)
- Володимир Григор'єв — Дмитро Іванович Писарєв («Невирішене питання» 2-а серія)
- Микола Павлов — Єгор («Реалісти» 3-тя серія)
- Р. Россервен — Назарій, чернець («Народився я в Рязані» 1-а серія)
- Олександр Боровий — Митя, брат Івана («Народився я в Рязані» 1-а серія, «Невирішене питання» 2-а серія)
- Давид Давтян — Леон Абгарович Орбелі, вчений-фізіолог («Пан Факт» 4-а серія)
- Володимир Таренков — Всеволод Іванович Павлов («Ecce Homo. Людина» 5-а серія)
- Г. Борисенков — Володимир Іванович Павлов («Ecce Homo. Людина» 5-а серія)
- Броніслав Величко — Олексій Максимович Горький («Ecce Homo. Людина» 5-а серія)
- Ігор Румянцев — Михайло Васильович Нестеров, художник (Ecce Homo. Людина" 5-а серія)
- Олександр Никифоров — Агапов («Реалісти» 3-тя серія)
- Микола Дік — гімназист
- Віталій Матвєєв — Прохоров («Ecce Homo. Людина» 5-а серія)
- М. Слижевський — епізод («Пан Факт» 4-а серія)
- Вадим Горлов — епізод («Пан Факт» 4-а серія)
- Віктор Анісімов — епізод («Реалісти» 3-тя серія)
- Микола Боярський — лікар, епізод («Народився я в Рязані» 1-а серія, «Ecce Homo. Людина» 5-а серія)
- Михайло Брилкін — столяр, балакучий старий в трактирі («Реалісти» 3-тя серія)
- Валерій Доронін — жандарм, який проводив обшук («Реалісти» 3-тя серія)
- Ізіль Заблудовський — вчений («Ecce Homo. Людина» 5-а серія)
- Георгій Банников — епізод («Народився я в Рязані» 1-а серія, «Невирішене питання» 2-а серія)
- В'ячеслав Васильєв — лікар («Ecce Homo. Людина» 5-а серія)
- Юрій Машкін — вчений, епізод («Народився я в Рязані» 1-а серія, «Ecce Homo. Людина» 5-а серія)
- Ігор Шадхан — лікар («Ecce Homo. Людина» 5-а серія)
- Тетяна Мчедлідзе — невістка («Ecce Homo. Людина» 5-а серія)
- Марія Людько — дівчинка, яка грає на фортепіано («Пан Факт» 4-а серія)
- Тетяна Валькова — панянка («Реалісти» 3-тя серія)
- Валерій Шамарін — гітарист («Реалісти» 3-тя серія)
- Євген Глущевський — епізод («Реалісти» 3-тя серія)
- Борис Попов — епізод («Реалісти» 3-тя серія)
- Олександр Зав'ялов — матрос («Народився я в Рязані» 1-а серія, «Пан Факт» 4-а серія)
- Леонід Максимов — епізод («Пан Факт» 4-а серія)
- Андрій Шабанов — епізод («Пан Факт» 4-а серія)
- Олексій Рессер — вчений («Ecce Homo. Людина» 5-а серія)
- Дмитро Зебров — вчений («Ecce Homo. Людина» 5-а серія)
- Юлій Колтун — Микола Миколайович Нікітін («Ecce Homo. Людина» 5-а серія)
- Віталій Щенніков — санітар («Ecce Homo. Людина» 5-а серія)
- А. Баранова — Марфа («Народився я в Рязані» 1-а серія)
- Г. Зайцев — епізод («Народився я в Рязані» 1-а серія)
- Сергій Ігнатьєв — епізод («Народився я в Рязані» 1-а серія, «Невирішене питання» 2-а серія)
- Л. Дервіз — епізод («Реалісти» 3-тя серія)
- Ю. Гапонов — епізод («Реалісти» 3-тя серія)
- А. Таннер — епізод («Реалісти» 3-тя серія)
- Ю. Іванов — епізод («Реалісти» 3-тя серія)
- В. Громенко — епізод («Реалісти» 3-тя серія)
- І. Татарова — епізод («Реалісти» 3-тя серія)
- В. Романов — епізод («Реалісти» 3-тя серія)
- П. Комаров — епізод («Реалісти» 3-тя серія)
- М. Лапіна — епізод («Реалісти» 3-тя серія)
- Д. Голубєв — епізод («Реалісти» 3-тя серія)
- Н. Назарова — епізод ("Реалісти 3-тя серія)
- П. Маланов — епізод («Реалісти» 3-тя серія)
- В. Пєшной — епізод («Реалісти» 3-тя серія)
- С. Грапов — епізод («Реалісти» 3-тя серія)
- Т. Ромоданова — епізод («Реалісти» 3-тя серія)
- С. Бурковська — епізод («Реалісти» 3-тя серія)
- Михайло Лук'яньонок — епізод («Реалісти», 3-тя серія)
- Є. Озімкевич — епізод («Реалісти» 3-тя серія)
- Д. Рождественський — епізод («Реалісти» 3-тя серія)
- С. Чистович — епізод («Реалісти» 3-тя серія)
- Є. Шукарна — епізод («Реалісти» 3-тя серія)
- М. Сидоренко — епізод («Реалісти» 3-тя серія)
- В. Агаськін — епізод («Невирішене питання» 2-а серія)
- Володимир Максимов — епізод («Невирішене питання» 2-а серія)
- Євген Поцеруха — епізод («Невирішене питання» 2-а серія)
- А. Воронін — епізод («Невирішене питання» 2-а серія)
- Б. Фруктов — епізод («Невирішене питання» 2-а серія)
- В. Коваленко — епізод («Невирішене питання» 2-а серія)
- В. Чепкасов — епізод («Невирішене питання» 2-а серія)
- К. Шилік — епізод («Невирішене питання» 2-а серія)
- Олексій Стьопін — епізод («Невирішене питання» 2-а серія)
- В. Грачов — епізод («Народився я в Рязані» 1-а серія)
- Анатолій Бгашев — епізод («Народився я в Рязані» 1-а серія)
- Г. Мусіхін — епізод («Народився я в Рязані» 1-а серія)
- Є. Щербаков — епізод («Пан Факт» 4-а серія)
- М. Румянцев — епізод («Пан Факт» 4-а серія)
- М. Васильєв — Микола Сергійович Терський («Пан Факт» 4-а серія)
- М. Балашов — епізод («Пан Факт» 4-а серія)
- І. Кержнер — епізод («Пан Факт» 4-а серія)
- А. Штерн — епізод («Пан Факт» 4-а серія)
- В. Ісаєв — епізод («Пан Факт» 4-а серія)
- О. Хомова — епізод («Пан Факт» 4-а серія)
- Лариса Солоніцина — епізод («Пан Факт» 4-а серія)
- М. Сперанський — епізод («Пан Факт» 4-а серія)
- В. Татаринов — епізод («Пан Факт» 4-а серія)
- А. Степура — епізод («Пан Факт» 4-а серія)
- С. Кочетов — епізод («Пан Факт» 4-а серія)
- М. Медведєв — епізод («Пан Факт» 4-а серія)
- Г. Волков — епізод («Пан Факт» 4-а серія)
- Є. Докучаєва — епізод («Ecce Homo. Людина» 5-а серія)
- Т. Мчелідзе — епізод («Ecce Homo. Людина» 5-а серія)
- Олексій Кабанов — епізод («Народився я в Рязані» 1-а серія, («Невирішене питання» 2-а серія)
- Роман Багров — епізод («Народився я в Рязані» 1-а серія)
- Владислав Істомін — епізод («Народився я в Рязані» 1-а серія)
- Дмитро Шигашов — Воля, епізод («Народився я в Рязані» 1-а серія, «Пан Факт» 4-а серія)
- Сергій Буличов — епізод («Народився я в Рязані» 1-а серія)
- Михайло Балахнов — епізод («Невирішене питання» 2-а серія
- Ігор Москальов — епізод («Невирішене питання» 2-а серія)
- Олександр Дундуков — епізод («Невирішене питання» 2-а серія)
- Володимир Істомін — епізод («Невирішене питання» 2-а серія)
- Олександр Карнаухов — епізод («Невирішене питання» 2-а серія)
- Олексій Свєрстнєв — епізод («Невирішене питання» 2-а серія)
- Олексій Шишов — епізод («Невирішене питання» 2-а серія)
- Р. Лебедєв — епізод («Пан Факт» 4-а серія)
- Юрій Лазарев — вчений («Ecce Homo. Людина» 5-а серія)

## Знімальна група
- Режисери — Карен Геворкян, Володимир Македонський
- Сценаристи — Сергій Воронін, Карен Геворкян, Володимир Македонський
- Оператор — В'ячеслав Бабенков
- Композитор — Андрій Петров
- Художники — Георгій Кропачов, Тетяна Венеціанова, Олександр Яскевич, Микола Субботін